# Politische Parteien der Vereinigten Staaten
Politische Parteien der Vereinigten Staaten stellen ein wichtiges Element des politischen Systems der Vereinigten Staaten dar. Obwohl auch kleinere Parteien existieren, die regionale oder programmatische Bedeutung besitzen, dominieren seit den 1860er Jahren mit den Demokraten und Republikanern zwei große Parteien das Mehrparteiensystem der Vereinigten Staaten. 

## Überblick
Die Vereinigten Staaten besitzen formal ein pluralistisches Mehrparteiensystem, wobei die meisten Ämter, insbesondere auf Bundesebene, durch Mitglieder der zwei größten Parteien besetzt sind. Dies resultiert aus dem angewandten Mehrheitswahlrecht und dem auf diese Parteien begrenzten Zugriff auf Stimmzettel. Es hat in der Geschichte der Vereinigten Staaten eine Menge anderer Parteien gegeben, allerdings sind die meisten dieser aktuellen Drittparteien regierungspolitisch praktisch irrelevant. Historisch bildeten zeitweise andere als die beiden aktuellen großen Parteien diese Konstellation wie zum Beispiel in der Mitte des 19. Jahrhunderts die United States Whig Party und die Demokraten oder in der Anfangsphase der Republik die Föderalisten und die Demokratisch-Republikanische Partei. 
Es besteht laut der Landeszentrale für politische Bildung Baden-Württemberg faktisch ein Zweiparteiensystem.
Gleichwohl sind oder waren viele Drittparteien regional erfolgreich und einige (insbesondere die Prohibition Party und die Sozialistische Partei Amerikas) fanden zuzeiten vereinzelt ihre Vorschläge im Parteiprogramm der Demokraten oder Republikaner wieder. Zu erwähnen ist, dass in den Vereinigten Staaten auf lokaler Ebene bis hinunter zu Staatsanwälten oder der Schulkommission gewählt wird und dort Parteien wenig präsent sind. Ebenso sind die Wahlen deutlich personenbezogener und die Kandidaten prägen eher die Inhalte ihrer Partei, als umgekehrt.

## Mitgliedschaft
Es gibt in den Vereinigten Staaten weder formale Mitgliedschaften in Parteien noch Parteiausschlüsse. Als Mitglied gilt, wer sich als eines fühlt, sich zu einer Partei bekennt, sich in einer Partei engagiert oder sich bei Wählerregistrierungen für Vorwahlen als parteigebunden einträgt.
In den meisten, aber nicht allen Staaten kann man sich für eine bestimmte Partei registrieren lassen, dies ist aber keine Mitgliedschaft im Sinne eines Vereins, da die Registrierung keine Parteiangelegenheit, sondern eine Sache des öffentlichen Rechts, z. B. im Zusammenhang mit dem generellen Wahlrecht ist. Durch eine Registrierung wird keinerlei Verpflichtung gegenüber dieser Partei eingegangen und sie kann von den Parteien auch nicht verweigert werden. Dies trifft sowohl auf das Recht zu, sich als Kandidat einer Partei nominieren zu lassen, als auch auf das Stimmrecht in Vorwahlen.
Die administrativen Organisationen der beiden großen Parteien auf Bundesebene heißen Democratic National Committee und Republican National Committee. Sie haben vorrangig die Aufgabe, die vierjährlich stattfindenden Nominierungsparteitage sowie den Wahlkampf zu organisieren. Außerhalb dessen spielen sie im politischen Alltag jedoch nur eine untergeordnete Rolle. So besitzen sie zwar formell auch Vorsitzende (Chairpersons), doch diese haben hauptsächlich Verwaltungsaufgaben, wodurch sie eher mit den „Geschäftsführern“ europäischer Parteien vergleichbar sind. Die politische Führung ist hingegen den Parteiführern im Senat und Repräsentantenhaus sowie, falls er der Partei angehört, dem Präsidenten überlassen.
Es gibt neben den Parteien politische Vereinigungen, die den Parteien wie den Demokraten oder Republikanern sehr nahestehen und deren Mitgliedschaft annähernd einer Mitgliedschaft in den jeweiligen Parteien entsprechen. Sie sind aber keine offiziellen Teile der Parteien.

## Kategorisierung der Parteien
Um die bestehenden Herrschaftsverhältnisse in den Vereinigten Staaten darzustellen, werden eingetragene politische Parteien in vier Gruppen kategorisiert. Diese sind nicht zwingend gleichbedeutend mit den politischen Orientierungen der gesamten US-Bevölkerung, der Trend der Wahlbeteiligungen hat sich laut einem Bericht der Landeszentrale für politische Bildung Baden-Württemberg vom Oktober 2020 bei den letzten elf Präsidentschaftswahlen, also seit 1972, bei durchschnittlich nur 52 Prozent aller wahlberechtigten Bürger sehr stabil eingependelt (vgl. dem gegenüber das Demokratieverständnis z. B. in der Bundesrepublik Deutschland, wo von einer 80-Prozent-Marke gesprochen wird).
- Die erste Gruppe ist die der „Großen Parteien“ mit der oben genannten Definition, bestehend aus den Demokraten und den Republikanern.
- Die zweite Gruppe stellt „Weitere bedeutende Parteien“ dar, wobei „Bedeutung“ hier daran gemessen wird, wie erfolgreich die Partei dabei war, ihren Präsidentschaftskandidaten auf den Stimmzettel zu bekommen.
- Die dritte Gruppe stellen „Aktive kleine und regionale Drittparteien“ dar, bestehend aus allen aktiven Parteien, die nicht in die ersten zwei Gruppen fallen.
- Die letzte Gruppe sind „Ehemalige Parteien“, Parteien die nicht mehr aktiv am politischen System der Vereinigten Staaten teilnehmen.

## Aktive Parteien

### Große Parteien
- Demokratische Partei (Democratic Party)
- Republikanische Partei (Republican Party)

### Weitere bedeutende Parteien
- Green Party
- Constitution Party
- Libertarian Party
- We the People Party

### Kleine Parteien
- Communist Party USA (CPUSA)
- Independence Party of America (IPA)
- Modern Whig Party
- New American Independent Party
- Objectivist Party
- Party for Socialism and Liberation
- Prohibition Party
- Reform Party of the United States of America (RPUSA)
- Social Democrats USA
- Socialist Equality Party (SEP)
- Socialist Party USA (SPUSA)
- Socialist Workers Party (SWP)
- United States Pirate Party (USPP)
- Unity Party of America
- Working Families Party

### Regionale Parteien
- Alaskan Independence Party
- Conservative Party of New York State
- Liberal Party of New York
- Partido Independentista Puertorriqueño
- Peace and Freedom Party (Kalifornien)
- Rent Is Too Damn High Party (New York City)
- Vermont Progressive Party

## Ehemalige Parteien in der Reihenfolge ihrer Gründung
- Föderalistische Partei (Federalist Party, ca. 1789 bis ca. 1820)
- Demokratisch-Republikanische Partei (Democratic-Republican Party, 1792 bis ca. 1824)
- Anti-Masonic Party (1826–1838)
- National Republican Party (1829 bis 1833)
- Nullifier Party (1830 bis 1839)
- United States Whig Party (1833 bis 1856)
- Liberty Party (1840 bis 1848)
- Law and Order Party of Rhode Island (1840)
- Free Soil Party (1848 bis 1855)
- Constitutional Union Party (1860)
- Anti-Nebraska Party (1854)
- American Republican Party (1843 bis 1854)
- American Party (“Know-Nothings”) (ca. 1854 bis 1858)
- Opposition Party (1854 bis 1858)
- National Union Party (1864 bis 1868)
- Readjuster Party (1870 bis 1885)
- Liberal Republican Party (1870 bis 1872)
- United States Greenback Party (1874 bis 1884)
- Socialist Labor Party of America (1876 bis 2008)
- Anti-Monopoly Party (1884)
- Populist Party (1892 bis 1908)
- Silver Party (1892–1902)
- National Democratic Party (1896 bis 1900)
- Silver Republican Party (1896 bis 1900)
- Social Democratic Party (1898 bis 1901)
- Home Rule Party of Hawaii (1900 bis 1912)
- Socialist Party of America (1901 bis 1973)
- Progressive Party (1912) (“Bull Moose Party”) (1912 bis 1914)
- Farmer-Labor Party (1918 bis 1944)
- Progressive Party (1924)
- American Negro Labor Congress (ANLC) (1925 bis 1930)
- Communist League of America (1928 bis 1934)
- Communist League of Struggle (1931 bis 1937)
- American Workers Party (1933 bis 1934)
- Workers Party of the United States (1934 bis 1938)
- Union Party (1936)
- American Labor Party (1936 bis 1956)
- America First Party (1944) (1944 bis 1996)
- States’ Rights Democratic Party (“Dixiecrats”) (1948)
- Progressive Party (1948) (1948 bis 1955)
- Vegetarian Party (1948 bis 1964)
- Constitution Party (1952) (1952 bis 1968?)
- American Nazi Party (1959 bis 1967)
- Puerto Rican Socialist Party (1959 bis 1993)
- Mississippi Freedom Democratic Party (1964)
- Communist Workers’ Party (1969 bis 1985)
- New Communist Movement (1970er und 1980er Jahre)
- People’s Party (1971 bis 1976)
- U.S. Labor Party (1975 bis 1979)
- Concerned Citizens Party (1975 bis 1992)
- Citizens Party (1979 bis 1984)
- New Alliance Party (1979 bis 1992)
- Populist Party (1891 bis 1908)
- Looking Back Party (1984 bis 1996)
- Grassroots Party (1986 bis 2004)
- Independent Party of Utah (1988 bis 1996)
- Green Party USA (1991 bis 2005)
- New Party (1992 bis 1998)
- Natural Law Party (1992 bis 2004)
- Mountain Party (2000 bis 2007)